# Michael Frayn
Michael Frayn (Londen, 8 september 1933) is een Britse schrijver van romans, toneelstukken en essays.
Frayn kreeg zijn opleiding aan de Kingston Grammar School. Na twee jaar militaire dienst, waar hij Russisch leerde, studeerde Frayn filosofie aan Emmanuel College, Cambridge, waar hij in 1957 afstudeerde. Daarna werkte hij als journalist voor The Guardian en The Observer, en begon hij met het publiceren van toneelstukken en romans. Hij is getrouwd met Claire Tomalin, biograaf en literair journalist.
Van zijn bekendste twee toneelstukken is er één een klucht: Noises Off. Het werd ook in het Nederlands vertaald (Allen Af, Koppen Dicht) en door verschillende gezelschappen gespeeld. Het stuk Copenhagen behandelt de ontmoeting in 1941 van de wetenschappers Niels Bohr en Werner Heisenberg en werkt vier verschillende versies uit van die ontmoeting.
In 2002 kreeg Frayn voor zijn roman Spies de prestigieuze Whitbread Book of the Year Award voor romans, terwijl de prijs in de categorie biografieën werd gewonnen door  Claire Tomalin voor haar biografie van Samuel Pepys.
In zijn roman Headlong speelt een schilderij van Bruegel een hoofdrol, het verloren paneel van De twaalf maanden. Hij schreef het scenario voor de film Clockwise (1986), met in de hoofdrol John Cleese. Zijn toneelstuk Democracy gaat over Willy Brandt.

### Romans
- The Tin Men (1965)
- The Russian Interpreter (1966)
- Towards the End of the Morning (1967)
- A Very Private Life (1968) nl: Een uiterst particulier bestaan
- Sweet Dreams (1973)
- The Trick of It (1989) nl: Hoe doet ze het?
- A Landing on the Sun (1991)
- Headlong (1999) nl: Pretmakers in een berglandschap
- Spies (2002)
- Skios (2012)

### Toneelstukken
- The Two of Us, vier eenakters voor twee acteurs (1970) vertaald door Willem Nijholt
- Alphabetical Order en Donkeys' Years (1977)
- Clouds (1977) vertaald door Gerrit Komrij als Wolken
- Make and Break (1980)
- Noises Off (1982)
- Benefactors (1984)
- Wild Honey trans. Chekhov (1984)
- Balmoral (1987)
- First and Last (1989)
- Listen to This: Sketches and Monologues (1990)
- Jamie on a Flying Visit; and Birthday (1990)
- Look Look (1990)
- Audience (1991)
- Here (1993)
- La Belle Vivette, gebaseerd op Jacques Offenbachs La Belle Hélène (1995)
- Now You Know (1995)
- Alarms and Excursions: More Plays than One (1998)
- Copenhagen (1998) vertaald door Tom Kleijn als Kopenhagen
- Plays: Three (2000)
- Democracy (2003) vertaald door Charles den Tex als Democraten

### Non-Fictie
- The Day of the Dog, gebundelde artikelen uit The Guardian (1962)
- The Book of Fub, gebundelde artikelen uit The Guardian (1963)
- On the Outskirts , gebundelde artikelen uit The Observer (1964)
- At Bay in Gear Street, gebundelde artikelen uit The Observer (1967)
- The Original Michael Frayn, een bundel van de voorgaande vier, plus negentien nieuwe Observer stukken.
- Speak After the Beep: , gebundelde artikelen uit The Guardian (1995)
- Constructions, een werk over filosofie (1974)
- Celia's Secret: An Investigation (Amerikaanse titel The Copenhagen Papers), met David Burke (2000)
- The human touch. Our part in the creation of a universe (2006)